# Negril
Negril  – ośrodek położony na zachodnim wybrzeżu Jamajki. 
Na północnej plaży znajdują się luksusowe hotele, natomiast południowej części miasteczka znajdują się małe pensjonaty prowadzone przez mieszkańców. Na południe od centrum miejscowości znajdują się klify. Najwyższy z nich „Rick's Cafe” ma 40 m wysokości.

## Transport
W miejscowości znajduje się Port lotniczy Negril.

## Osoby związane z miastem
- Owen Beck (ur. 1976) – jamajski bokser